# Runensteine von Vestermarie

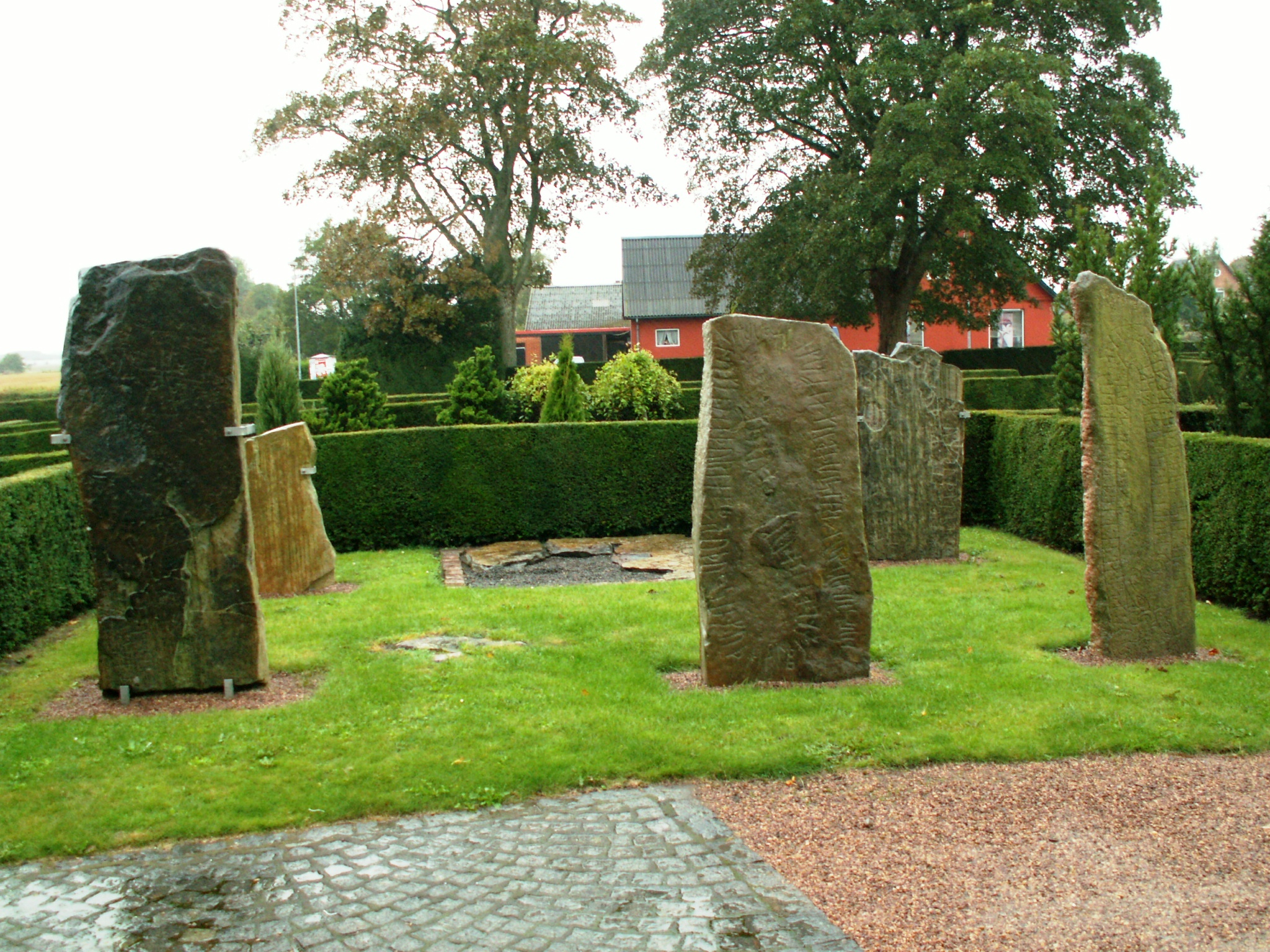
Runensteine von Vestermarie

Die Runensteine von Vestermarie stehen (einer liegt) auf dem Friedhof von Vestermarie auf der dänischen Ostseeinsel Bornholm. Südwestlich des Kirchturms liegt ein Feld mit sechs aufgestellten Runensteinen (Bh 38 bis Bh 43), die im 19. Jahrhundert auf Bauernhöfen in der Nähe oder beim Abbruch der alten Kirche gefunden wurden. Alle sechs Steine gehören zur Gruppe der späten Bornholmer Steine aus der Übergangszeit zwischen der Wikingerzeit (800 bis 1050 n. Chr.) und dem hohen Mittelalter (1075 bis 1125).

## Vestermarie 1
Vestermarie 1 (auch Vester Marie-stenen IV genannt – DK Bh 38 oder DR 383) wurde 1819 als Stufe vor einem Bauernhof in der Gemeinde gefunden. Er wurde 1851 zusammen mit Vestermarie 2 (Bh 39) ins Waffenhaus der Vestermarie kirke verlegt. Ludvig Wimmer (1839–1920) ließ den Stein 1879 zeichnen. Zu diesem Zeitpunkt fehlte die rechte obere Ecke noch nicht. 1880 wurde die mittelalterliche Kirche abgebrochen. Dabei wurde auch der Runenstein beschädigt, denn 1893, als Wimmer den Stein untersuchte, fehlte die rechte obere Ecke.
Ein Stück der Beschriftungsfläche auf der linken Seite fehlt. Außer der obere rechte Ecke fehlen die unteren Ecken des Steins, der zwischen 1986 und 1990 restauriert wurde.
Der unverzierte Runenstein aus Sandstein ist etwa 1,67 m hoch, 86 cm breit und 11 cm dick. Der verstümmelte Text lautet: … Bruder, sie haben dieses Denkmal errichtet … und eine Erinnerung an Áskell, ihren Bruder. Gott helfe …

Runensteine von Vestermarie
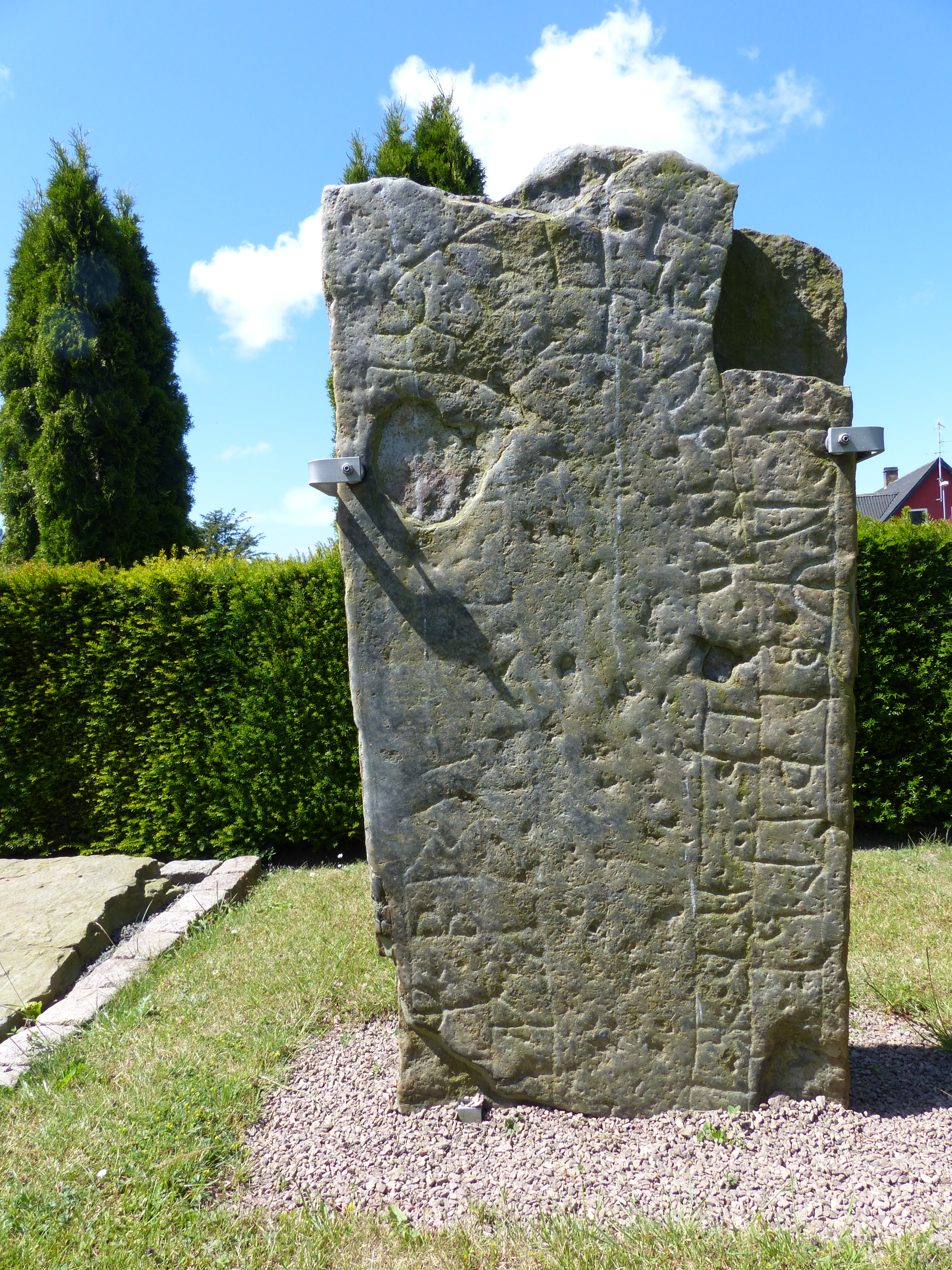
Vestermarie 1
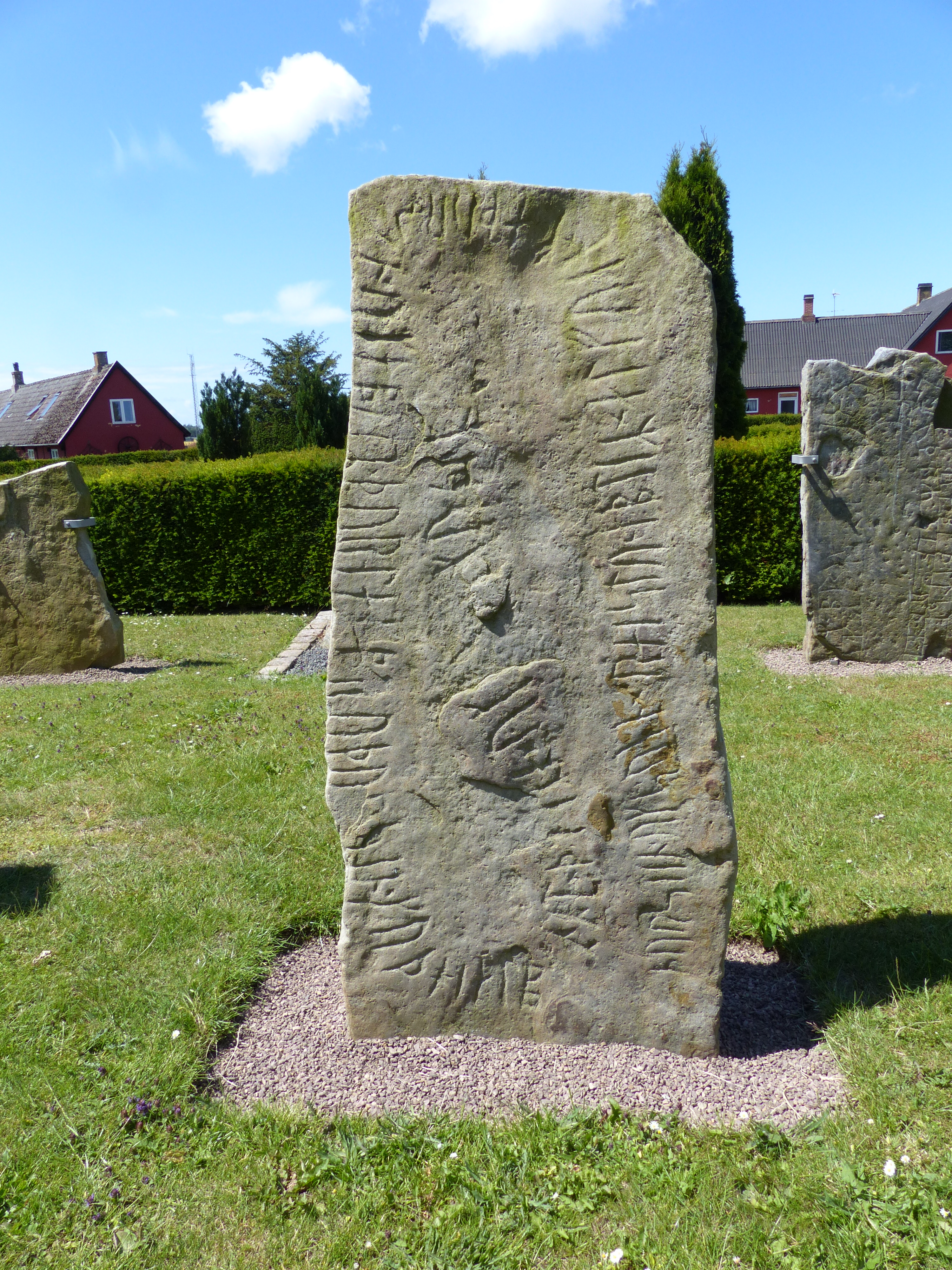
Vestermarie 2
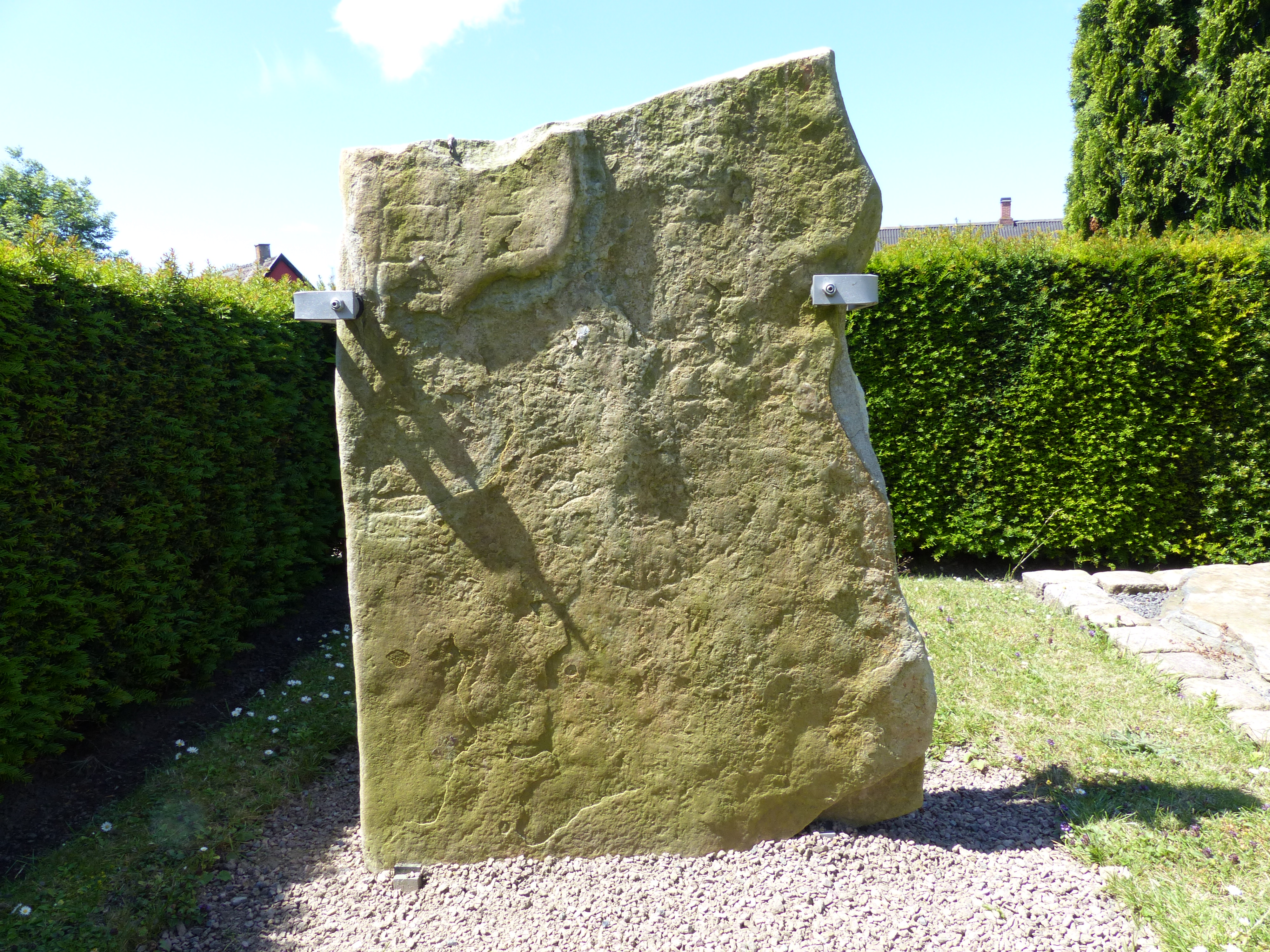
Vestermarie 3
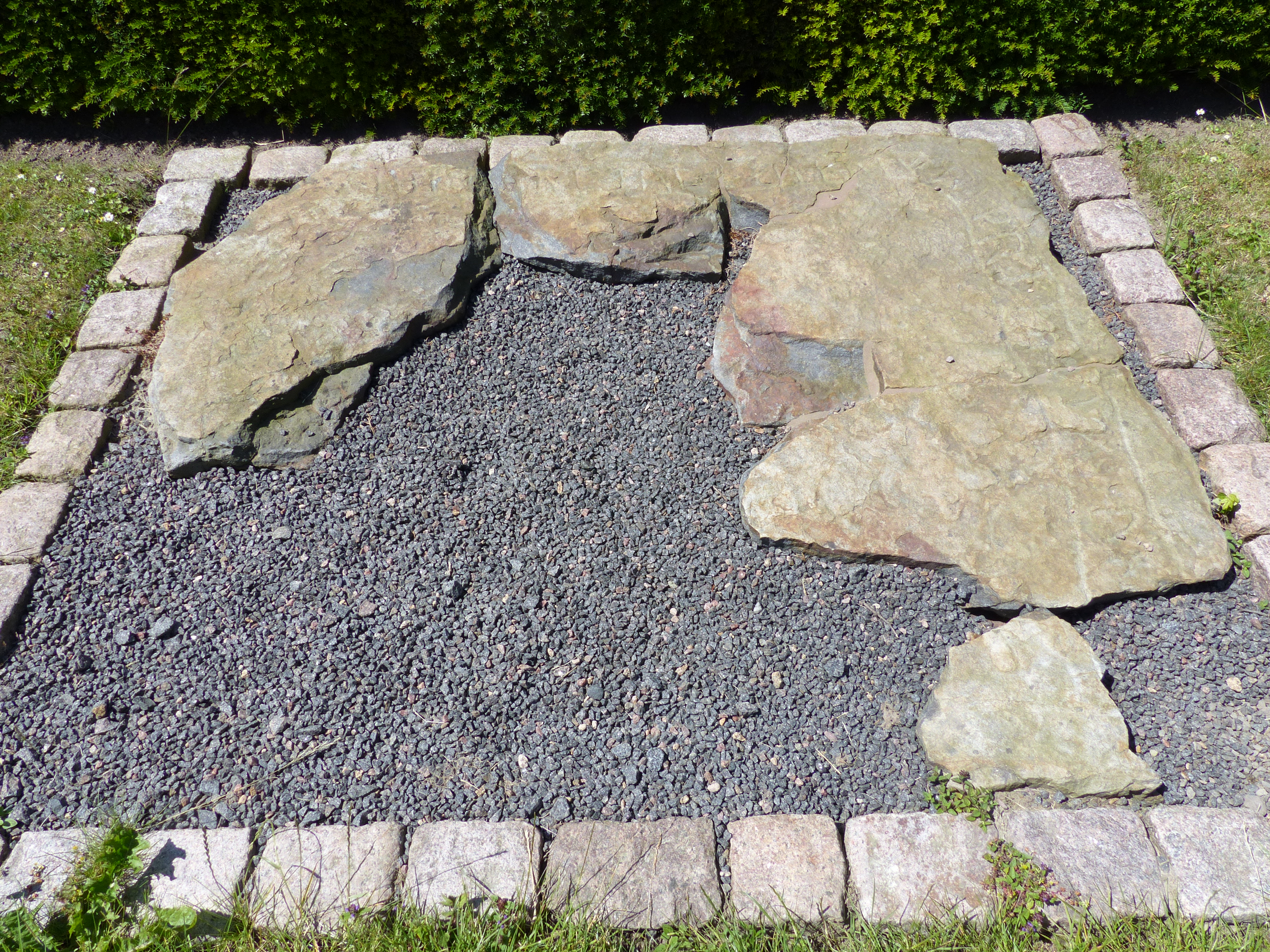
Vestermarie 4
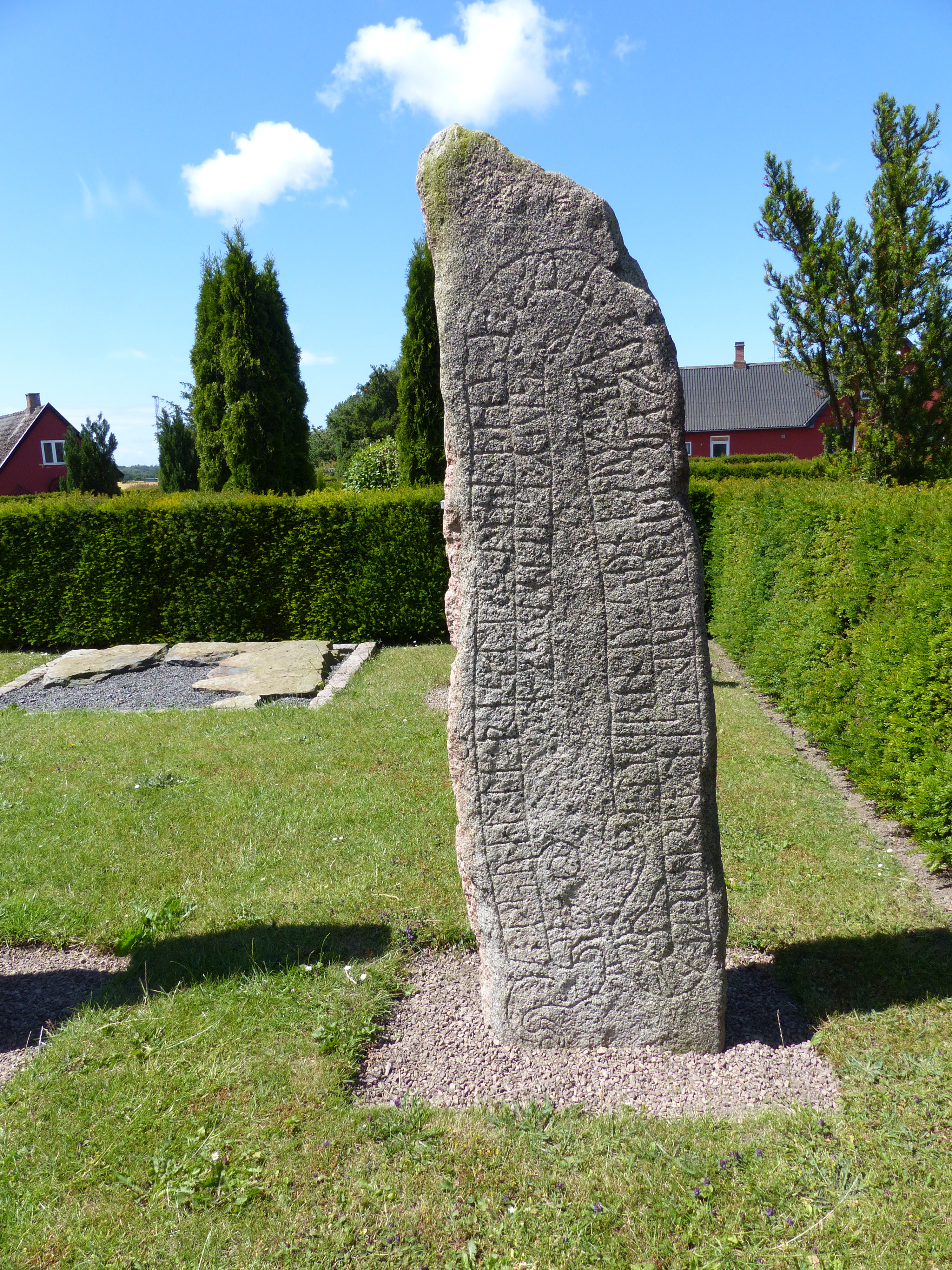
Vestermarie 5
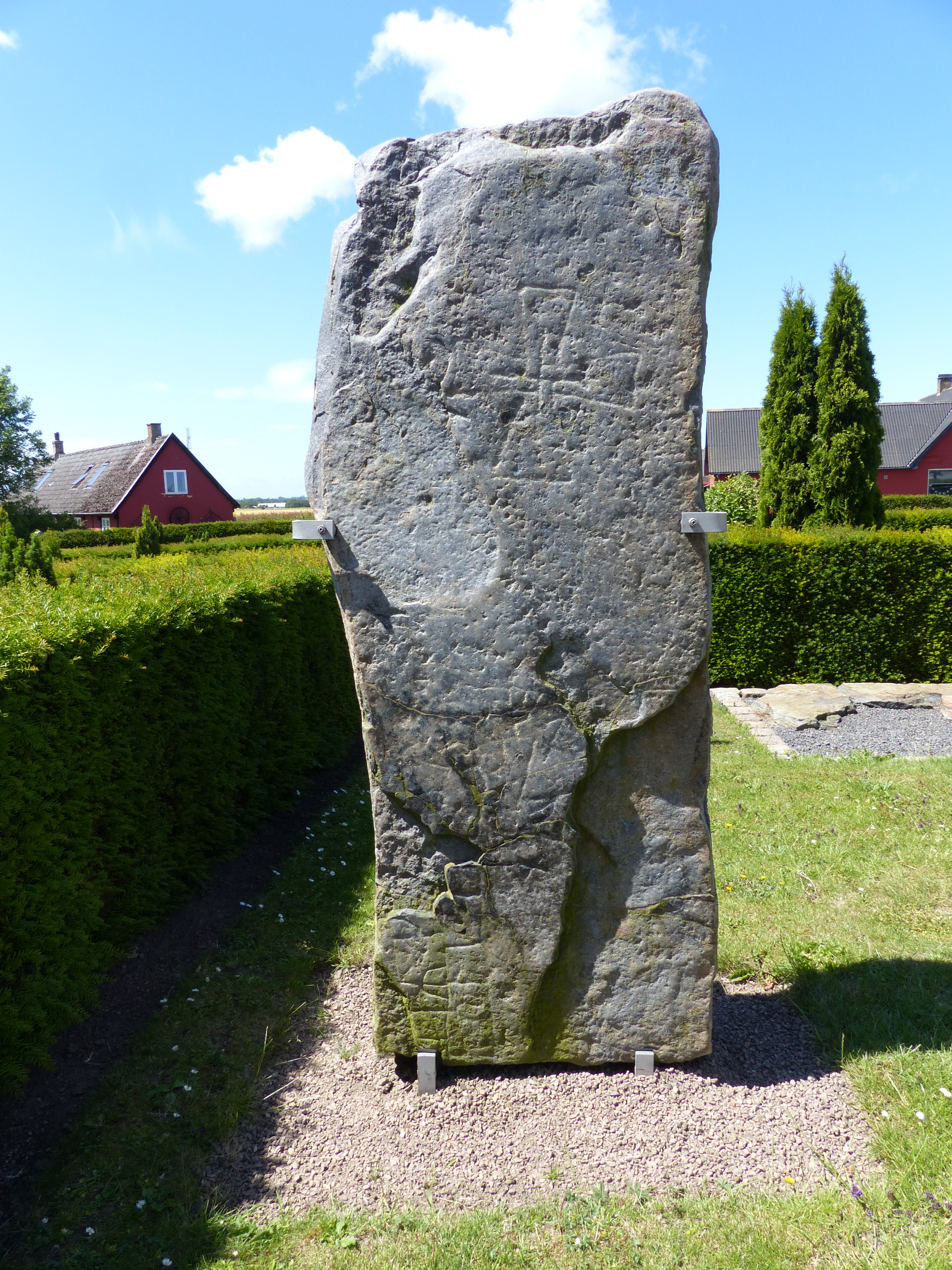
Vestermarie 6

Die Runenhöhe beträgt 7,2 bis 11 cm. Als Worttrennzeichen wurden Einzel- und Doppelpunkte verwendet. Die konturierte Beschriftung steht in zwei Bändern und beginnt unten links im äußeren Band.

## Vestermarie 2
Vestermarie 2 (auch DK Bh 39 oder DR 384) wurde 1847 in der Gemeinde gefunden. Er wurde 1851 zusammen mit Vestermarie 1 (Bh 38) ins Waffenhaus der Vestermarie kirke verlegt.
Die Beschriftungsfläche zeigt leichte Abwitterungen, die Rückseite leichte Risse.
Der unverzierte Runenstein aus Sandstein ist etwa 1,9 m hoch, 79 cm breit und 22 cm dick.
Der Text lautet: Thorsteinn und Sveinn errichteten den Stein zum Andenken an Alfvin, ihren Vater, und zum Andenken an Thorlakr, ihren Bruder. Mögen Gott und Gottes Mutter ihren Seelen helfen.
Die Runenhöhe beträgt 9,0 bis 16 cm. Als Worttrennzeichen wurden Kreuze und Punkte verwendet. Die konturierte Beschriftung steht in einem spiralförmigen Band, das mittig endet, und beginnt unten rechts.

## Vestermarie 3
Vestermarie 3 (auch DK Bh 40 oder DR 385) wurde 1875 als Clapper bridge über einen kleinen Bach in Højlyngen in der Nähe von Almindingen und Enesbjerg gefunden. Im Jahr 1876 wurde der Stein auf den Friedhof der Kirche von Vestermarie verlegt.
Ein Stück der oberen Seite des Steines, der zwischen 1986 und 1990 restauriert wurde, fehlt.
Der unverzierte Runenstein aus Sandstein ist etwa 1,07 m hoch, 80 cm breit und 11,5 cm dick.
Der verstümmelte Text lautet: Gillingr hat … seinen Bruder großgezogen. Möge Gott seiner Seele helfen. Der Name Gilling ist im Nordwesten als mythischer Name bekannt, ansonsten ist er jedoch unbekannt.
Die Runenhöhe beträgt 8,2 bis 12,5 cm. Als Worttrennzeichen wurden Doppelpunkte verwendet. Die konturierte Beschriftung steht in einem spiralförmigen Band, das mittig endet, und beginnt unten links.

## Vestermarie 4
Vestermarie 4 (auch Vester Marie-stenen I genannt – DK Bh 41 oder DR 386) wurde 1883 in Verbindung mit einer Ausgrabung an der abgebrochenen romanischen Vestermarie-Kirche in gutem Zustand gefunden. Der Stein lag mit der Inschrift nach unten. Die Runen wurden erst entdeckt, als der Stein in viele Stücke zerschlagen war. Einige Teile wurden erst Jahre später entdeckt. Sechs Teile wurden zusammengefügt, während das siebte einem anderen Stein zugeordnet wurde. L. Wimmer stellte jedoch 1895 die Verbindung her. Das lose Stück verschwand dann für einige Zeit, wurde aber 1931 wiedergefunden.
Der zwischen 1986 und 1990 restaurierte Runenstein besteht aus sieben Fragmenten, die am Boden liegen. Der Erhaltungszustand ist schlecht.
Der unverzierte Runenstein war etwa 1,3 m hoch, 1,3 m breit und 26 cm dick.
Der verstümmelte Text lautet: … Sveinn … und Tól und Véfridr, sie liegen unter … Stein.
Die Runenhöhe beträgt 7,5 bis 11,8 cm. Als Worttrennzeichen wurden Punkte verwendet. Die konturierte Beschriftung steht in einem Band.

## Vestermarie 5
Vestermarie 5 (auch DK Bh 42 oder DR 387) wurde 1884 unter der Südmauer der Kirche gefunden.
Der gut erhaltene verzierte Runenstein aus Granit ist etwa 2,1 m hoch, 59 cm breit und 11 cm dick.
Der Text lautet: Asvalde errichtete diesen Stein nach seinem Bruder Alver. Der „gute“ „Junge“ wurde schändlich getötet und Skoge verriet den Unschuldigen. Runeninschriften, die sich mit Betrug befassen, sind ein seltenes, aber bekanntes Genre (sh. Svenstrup-Stein; NJy 75).
Die Runenhöhe beträgt 7,2 bis 9,5 cm. Als Worttrennzeichen wurden Doppelpunkte verwendet. Die Beschriftung steht in einem Schangenband, das teilweise von einem inneren Band begleitet wird, und beginnt unten im Schlangenkopf.

## Vestermarie 6
Vestermarie 6 (auch Vestermarie-stenen 5; DK Bh 43 oder DR 388 genannt) wurde 1888 in einem Bauernhaus von Vestergård in der Nähe des Friedhofs gefunden. Der Stein wurde in den 1820er Jahren auf dem Friedhof versteigert.
Der zwischen 1986 und 1990 restaurierte Runenstein war zuvor teilweise aufgrund früherer Reparaturen schlecht erhalten. Der unverzierte Runenstein aus Sandstein ist etwa 1,57 m hoch, 79 cm breit und 27 cm dick. Der Text ist verstümmelt.
Die Runenhöhe beträgt 8,5 bis 11,0 cm. Als Worttrennzeichen wurden Punkte verwendet. Die Beschriftung steht in einem Schangenband, das teilweise von einem inneren Band begleitet wird, und beginnt unten im Schlangenkopf.

## In der Nähe
In der Nähe von Vestermarie liegen das Gräberfeld am Galgebakken und die Steinreihe von Store Bjergegårdsbakken.

Steinreihe von Store Bjergegårdsbakken
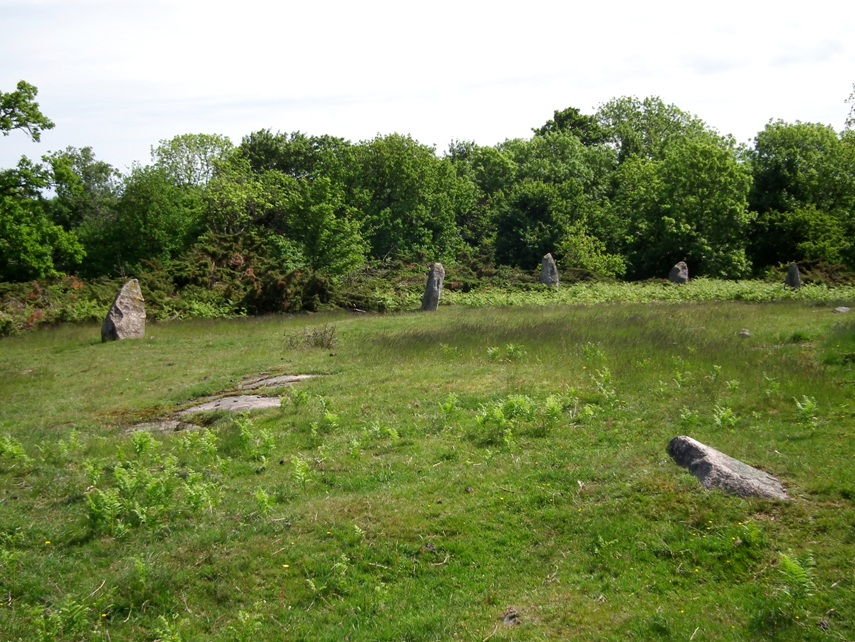
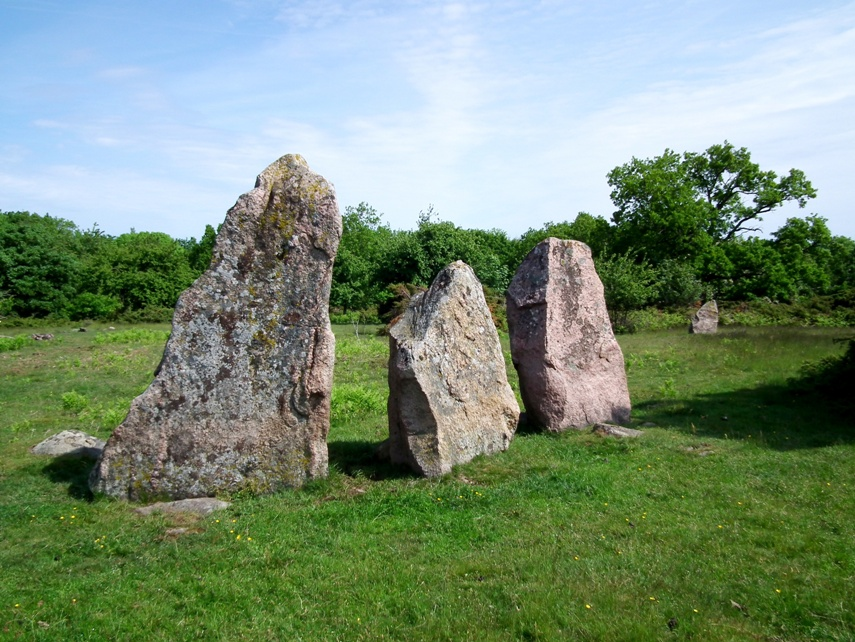
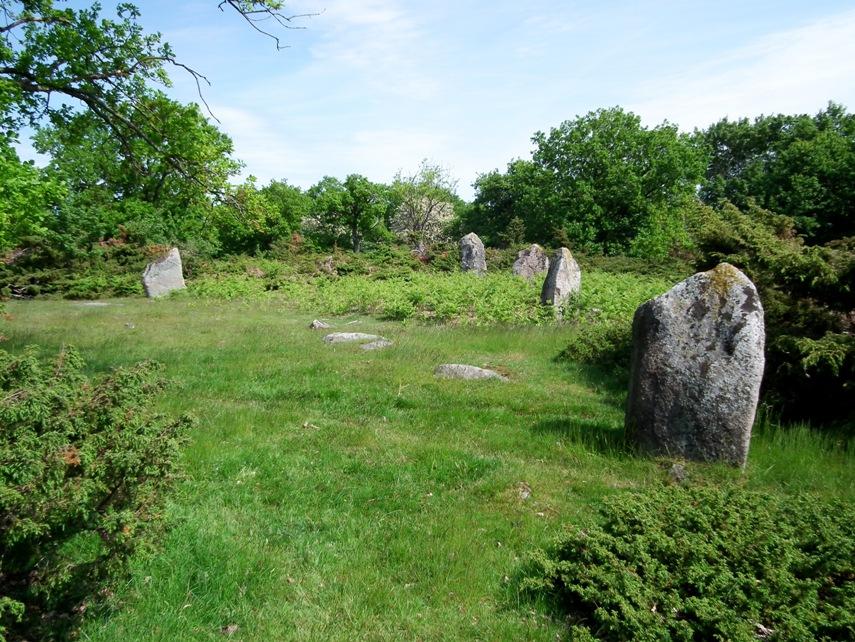